# Rolf Johannessen
Rolf Johannessen (Fredrikstad, 15 de março de 1910 - 2 de fevereiro de 1965) foi um futebolista norueguês.

## Carreira
Rolf Johannessen fez parte do elenco da Seleção Norueguesa de Futebol, na Copa do Mundo de 1938.

## Ligações Externas
- Perfil em Fifa.com (em inglês)